# بروس هارلن
بروس هارلن (انگلیسی: Bruce Harlan; ۲ ژانویهٔ ۱۹۲۶ – ۲۲ ژوئن ۱۹۵۹) شیرجه‌رو اهل ایالات متحده آمریکا بود.
وی در مسابقات کشوری و بین‌المللی در مجموع برندهٔ ۱ مدال طلا، ۱ مدال نقره شده‌است.